# 余聖言
余聖言，廣東惠州府海丰县坊廓都（今陆丰河东高田）人，清朝政治人物、同進士出身。
雍正二年（1724年）甲辰科進士，授宗人府主事，官秩正六品，分掌满文奏本及汉文典籍，玉牒馆纂修官。